# 当我们的爱成为香气
《当我们的爱成为香气》（韓語：우리 사랑이 향기로 남을 때）为2023年上映的韩国奇幻喜剧爱情片，由《不露脸的老板》、《搜索》副导演任成勇执导，尹施允、 薛仁雅、魯常泫主演。电影讲述工作、恋爱斗不如愿的昌秀和拥有一切但恋爱不易的雅拉，在两个人的面前出现了让人陷入爱情的香水，从而展开了如魔法一般的罗曼史，2023年2月8日在韩国上映。

## 演员阵容

### 主要人物
- 尹施允 饰演 金昌秀
- 薛仁雅 饰演 赵雅拉
- 魯常泫 饰演 詹姆斯

### 其他人物
- 文知茵 饰演 琴恩熙
- 李奎福 饰演 介俊日
- 金英雄 饰演 罗店长
- 李瑞英 饰演 福吉
- 许恩晶 饰演 杰西卡
- 杨惠珍 饰演 雅拉的母亲
- 金灿美 饰演 雅英

### 特别出演
- 金守美 饰演 公交车上的老奶奶
- 尹多勳 饰演 公交车司机
- 尹正秀 饰演 无赖

## 制作
2021年9月，尹施允、薛仁雅确定出演爱情电影《你侬我侬》（韓語：니캉내캉），并已经开始拍摄。